# Justin Hayward
Justin Hayward, né le 14 octobre 1946, à Swindon, Wiltshire, Angleterre, est un musicien anglais, principalement connu pour être le chanteur, guitariste et compositeur du groupe de rock anglais The Moody Blues.

## Biographie

### Enfance et formation
Justin Hayward est né le 14 octobre 1946, à Swindon, Wiltshire, Angleterre. Il y a confusion quant à son nom complet; ses parents décident de l'appeler, et le font baptiser, Justin David Hayward, bien que la grand-mère l'ait déclaré à l'état civil en tant que David Justin Hayward.
Il commence à jouer de la guitare à neuf ans.

### Carrière
Justin Hayward commence sa carrière en 1965, dans le groupe The Wild Cats de Marty Wilde. Ayant préparé quatre chansons en solo, il contacte Lonnie Donegan, producteur pour le label Pye Records, qui lui permet de sortir deux chansons (London Is Behind Me en 1965 et I Can't Face the World Without You en 1966), mais celles-ci ne rencontrent pas de succès.
L'année suivante, Hayward répond à une petite annonce d'Eric Burdon pour une place de guitariste mais, ayant déjà trouvé quelqu'un, celui-ci le redirige vers le groupe The Moody Blues, pour remplacer Denny Laine. Selon ses dires, il y est simplement entré comme compositeur, le chant étant dévolu en 1966 à Ray Thomas et Mike Pinder. [réf. nécessaire]
Il devient chanteur avec sa première composition, Fly Me High, qui est d'ailleurs le titre générique de leur tournée de 2016. Il est l'auteur et le compositeur de Nights in White Satin, qui aide à faire vendre leur premier concept-album, Days of Future Passed.
Il participe par ailleurs aux concepts albums Jeff Wayne's Musical Version of The War of The Worlds, sur lequel il chante le fameux Forever Autumn de Jeff Wayne (en) (qui en assurait aussi la direction musicale sur scène).
En 1979, il joue de la guitare et chante sur  le titre  Dawn of a New Day sur l'album Prophecies : The Eye of Wendor, du groupe britannique de rock progressif Mandalaband.
Au milieu des années 80, il compose le générique de Star Cops, une série anglaise de la BBC, dans lequel il chante It Won't Be Easy. Il compose pour de nombreux artistes, comme Agnetha Fältskog, du groupe ABBA, pour laquelle il écrit en 1985 The Angels Cry, où il assure les chœurs et joue de la guitare. En 1988, on l'entend sur Something Evil, Something Dangerous, la bande du film d'horreur The Howling IV.
En 1997, il interprète la chanson-thème de la série de dessins animés anglais Shoe People, produite par la BBC. Puis, deux ans plus tard, il participe au projet Return to the Centre of the Earth, de Rick Wakeman en 1999
Dans les années 2000, il est présent sur deux albums d'Alan Simon : Gaïa, en 2003, et Excalibur II, L'Anneau des Celtes en 2007.
Justin Hayward habite à Monaco mais enregistre tous ses titres en Italie, chez Danilo Madonia, qui collabore à tous ces CD depuis The View from the Hill.

## Discographie solo
- Blue Jays (1975) avec John Lodge
- Songwriter (1977)
- Night Flight (1980)
- Moving Mountains (1985)
- Classic Blue (1989) avec Mike Batt
- The View from the Hill (1996)
- Live in San Juan Capistrano (1998)
- Justin Hayward and Friends Sing the Moody Blues Classic Hits (2003)
- Spirits of the Western Sky (2013)
- All the Way (2016)